# Wait (álbum de Steelheart)
Wait es el tercer álbum de estudio de la banda de hard rock estadounidense Steelheart, publicado el 25 de octubre de 1996. Debido a la salida de la mayoría de los músicos originales de la banda, este álbum es considerado como un disco solista del cantante Michael Matijevic.

## Lista de canciones

### Edición estándar
1. "We All Die Young" (Michael Matijevic, Kenny Kanowski) – 5:06
2. "Live to Die" (Matijevic, Kanowski) – 4:14
3. "Ahh Song" (Matijevic, Kanowski) – 4:03
4. "Electric Chair" (Matijevic) – 4:36
5. "Wait" (Matijevic) – 4:29
6. "Garden of Delight" (Matijevic) – 4:51
7. "Take a Little Time" (Matijevic, Kanowski, Kazan) – 3:57
8. "Cabernet" (Matijevic, Kanowski) – 3:46
9. "Say No More" (Matijevic, Kanowski) – 5:14
10. "Shangrila" (Matijevic, Kanowski) – 5:12

### Edición británica
1. "We All Die Young" (Matijevic, Kanowski) – 5:06
2. "Live to Die" (Matijevic, Kanowski) – 4:14
3. "Ahh Song" (Matijevic, Kanowski) – 4:03
4. "Electric Chair" (Matijevic) – 4:36
5. "Wait" (Matijevic) – 4:29
6. "Garden of Delight" (Matijevic) – 4:51
7. "Take a Little Time" (Matijevic, Kanowski, Kazan) – 3:57
8. "Cabernet" (Matijevic, Kanowski) – 3:46
9. "Say No More" (Matijevic, Kanowski) – 5:14
10. "Shangrila" (Matijevic, Kanowski) – 5:12
11. "All Your Love" (Matijevic, Jim Steinman) – 3:44

### Edición japonesa
1. "We All Die Young" (Matijevic, Kanowski) – 5:06
2. "Take a Little Time" (Matijevic, Kanowski, Kazan) – 3:57
3. "Live to Die" (Matijevic, Kanowski) – 4:14
4. "Electric Chair" (Matijevic) – 4:36
5. "Say No More" (Matijevic, Kanowski) – 5:14
6. "Ahh Song" (Matijevic, Kanowski) – 4:03
7. "Cabernet" (Matijevic, Kanowski) – 3:46
8. "All Your Love" (Matijevic, Steinman) – 3:44
9. "Shangrila" (Matijevic, Kanowski) – 5:12
10. "Garden of Delight" (Matijevic) – 4:51
11. "Wait" (Matijevic) – 4:29
12. "Virgin Soul" (Matijevic, Kanowski) – 4:12
13. "Forgive Me" (Matijevic) – 4:03

## Créditos
- Michael Matijevic - voz, guitarra acústica, piano
- Kenny Kanowski - guitarra
- Vincent Mele Jr. - bajo
- Alex Makarovich - percusión